# Albatrellus
Albatrellus (Samuel Frederick Gray, 1821) este un gen de ciuperci comestibile (cea ce privește soiuri europene, exceptie: necomestibilul Albatrellus cristatus) din încrengătura Basidiomycota în ordinul Russulales și familia Albatrellaceae cu ajustat 24 de specii (în Europa aproximativ 10). Speciile acestui gen coabitează, formând micorize pe rădăcinile arborilor, dar după câțiva autori au de asemenea calități saprofite. Bureții se dezvoltă în România, Basarabia și Bucovina de Nord  pe soluri acide, sărace și nisipoase sau calcaroase în păduri de conifere prin luminișuri, preferat pe lângă pini, mai rar sub molizi sau /și în cele de foioase sau mixte sub fagi, câteodată chiar pe lemn în putrefacție (depinde de soi). Apar în grupuri numeroase, crescând adesea în tufe, de la câmpie la munte, din (august) septembrie până toamna târziu. Tip de specie este Albatrellus ovinus.

## Istoric
Primul care a descris genul corect conform nomenclaturii lui Carl von Linné a fost omul de știință englez Samuel Frederick Gray în volumul 1 al operei sale A natural arrangement of British plants din 1821. El s-a referit corect la o descriere mai veche a lui Pier Antonio Micheli cu denumirea Albatrello, de verificat în lucrarea sa Nova plantarum genera, juxta Tournefortii methodum disposita din 1729, descrisă însă probabil după o metodă pre-lineană ca Polyporus. Taxonul lui Gray este valabil până în prezent (2019).
Toate celelalte încercări de modificare nu s-au impus și pot fi neglijate (vezi infocaseta).

## Descriere
- Pălăria: poate să aibă un diametru de 3-18 cm și o grosime de 1-4 cm, este preponderent destul de cărnoasă, moale până elastică, adesea neregulată, mai întâi sferică cu marginea răsucită în jos apoi neregulat aplatizată, nu rar adâncită în formă de pâlnie și contopită cu exemplarele vecine. Cuticula este uscată, mată și, depinde de specie, netedă, catifelată sau pâslită cu un colorit variabil de la albicios, cenușiu, peste ocru-gălbui până la brun închis. La bătrânețe are tendința de a se sparge în fragmente poliedrice. Nu prezintă un velum universale.
- Tuburile și porii: Sporiferele sunt foarte scurte, de 1-2 mm lungime și ușor decurente la picior, coloritul alb, galben sau ocru-gălbui. Porii sunt în tinerețe albi, rotunzi, foarte mici (0,2 mm), dar devin gălbui, mai largi și rectangulari la exemplarele mature, colorându-se  la apăsare sau cu vârsta mai închis la unele soiuri.
- Piciorul: care poate fi alipit în poziție centrală sau ușor excentrică față de pălărie are o înălțime între 2 și 8 cm și un lățime de până la 4 cm, este cilindric, solid, mai bulbos către bază cu un vârf subțiat, neted până ușor catifelat și de culoare în majoritate albă, deseori cu pete gălbuie. Nu prezintă o zonă inelară, pentru că îi lipsește un velum partiale.
- Carnea: este albă (devenind adesea gălbuie după secțiune), compactă, poate fi de consistență moale și fragilă până la elastică, chiar și ca de plută. Mirosul, în special la exemplare mai tinere, este foarte plăcut și aromatic de ciuperci, gustul fiind asemănător de savuros (cu excepția necomestibilului burete cu creastă.[2][3]
- Caracteristici microscopice: Sporii sunt foarte mici, rotunjori până slab elipsoidali, cu pereți groși și fără por de germen, netezi, hialini (translucizi) cu o picătură de ulei în centru și neamiloidozi (nu se decolorează cu reactivi de iod). Pulberea lor este albă. Basidiile au la baza lor catarame, cestoide (celule de obicei izbitoare și sterile care pot apărea între basidii și himen, stratul fructifer) lipsesc. Sistemul hifelor este monomitic, deci există numai un singur tip de hife.[6]

## Speciile genului
În urmare sunt listate cele (ajustat) 24 de specii ale genului, cele europene fiind marcate cu (E).
| - Albatrellus avellaneus Pouzar (1972) - Albatrellus borneensis Corner (1989) - Albatrellus cantharellus (Lloyd) Pouzar (1972) (E) - Albatrellus citrinus Rymann (2003) (E) - Albatrellus cochleariformis (Cooke) Ryvarden (1988) (E) - Albatrellus confluens (Alb. & Schwein.) Kotl. & Pouzar (1957) (E) - Albatrellus congoensis Ryvarden (2000) - Albatrellus cristatus (Schaeff.) Kotl. & Pouzar (1957) (E) | - Albatrellus ellisii (Berk.) Pouzar (1966) - Albatrellus flettii (Morse) Pouzar (1972) - Albatrellus fumosus H.D.Zheng & P.G.Liu (2008) - Albatrellus ginnsii A.B.De (2005) - Albatrellus microcarpus H.D.Zheng & P.G.Liu (2008) - Albatrellus ovinus (Schaeff.) Kotl. & Pouzar (1957) (E) - Albatrellus peckianus (Cooke) Niemelä (1970) - Albatrellus pes-caprae (Pers.) Pouzar (1966) (E) | - Albatrellus piceiphilus B.K.Cui & Y.C.Dai (2008) - Albatrellus pilosus (Petch) Ryvarden (1980) - Albatrellus skamanius (Murrill) Pouzar (1972) - Albatrellus subrubescens (Murrill) Pouzar (1972) (E) - Albatrellus syringae (Parm. Pouzar (1966) (E) - Albatrellus tianschanicus Bondartsev Pouzar (1966) - Albatrellus tibetanus H.D.Zheng & P.G.Liu (2008) - Albatrellus yasudae (Lloyd) Pouzar (1972), eventual acum Neoalbatrellus |

## Speciile genului în imagini (selecție)

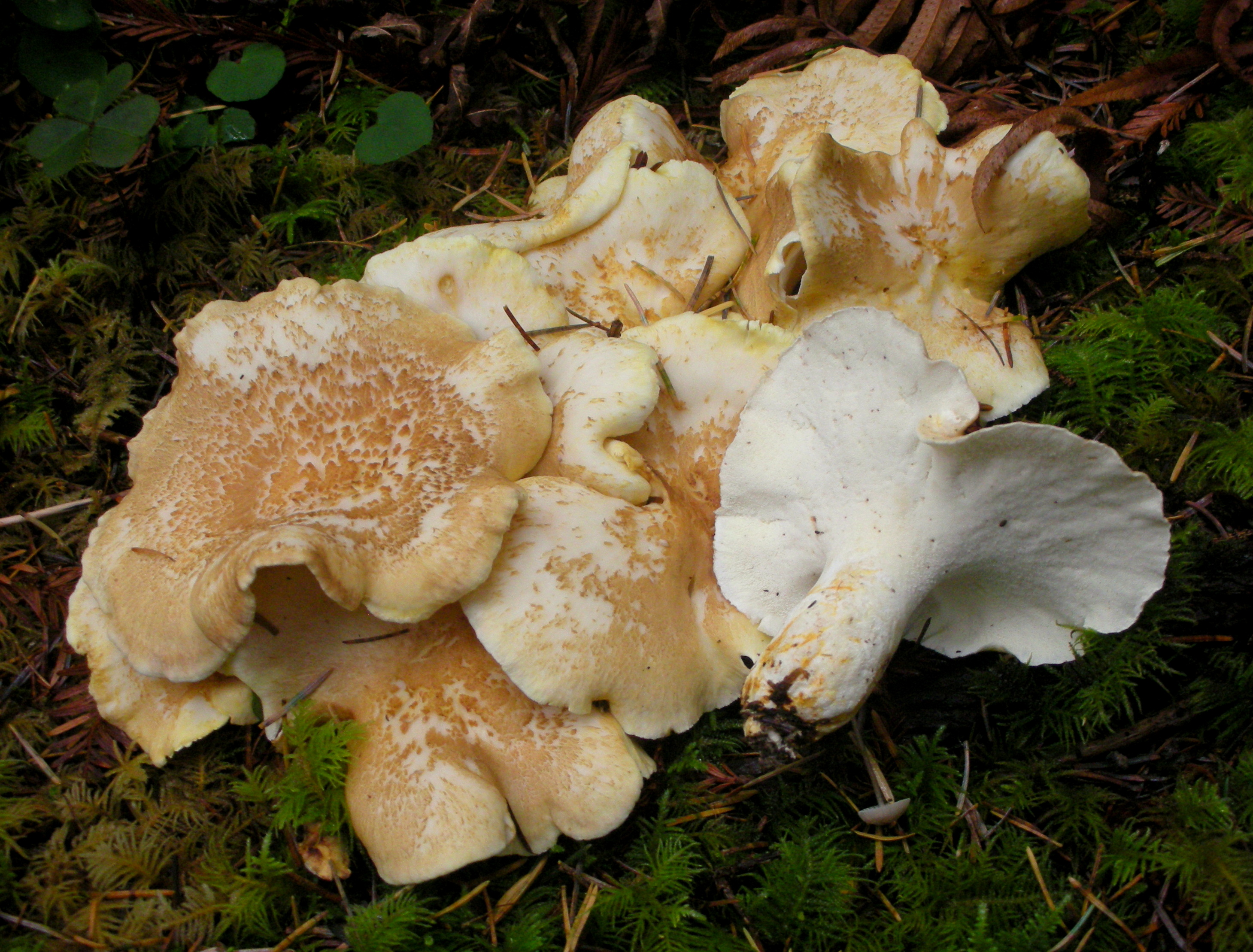
Albatrellus avellaneus
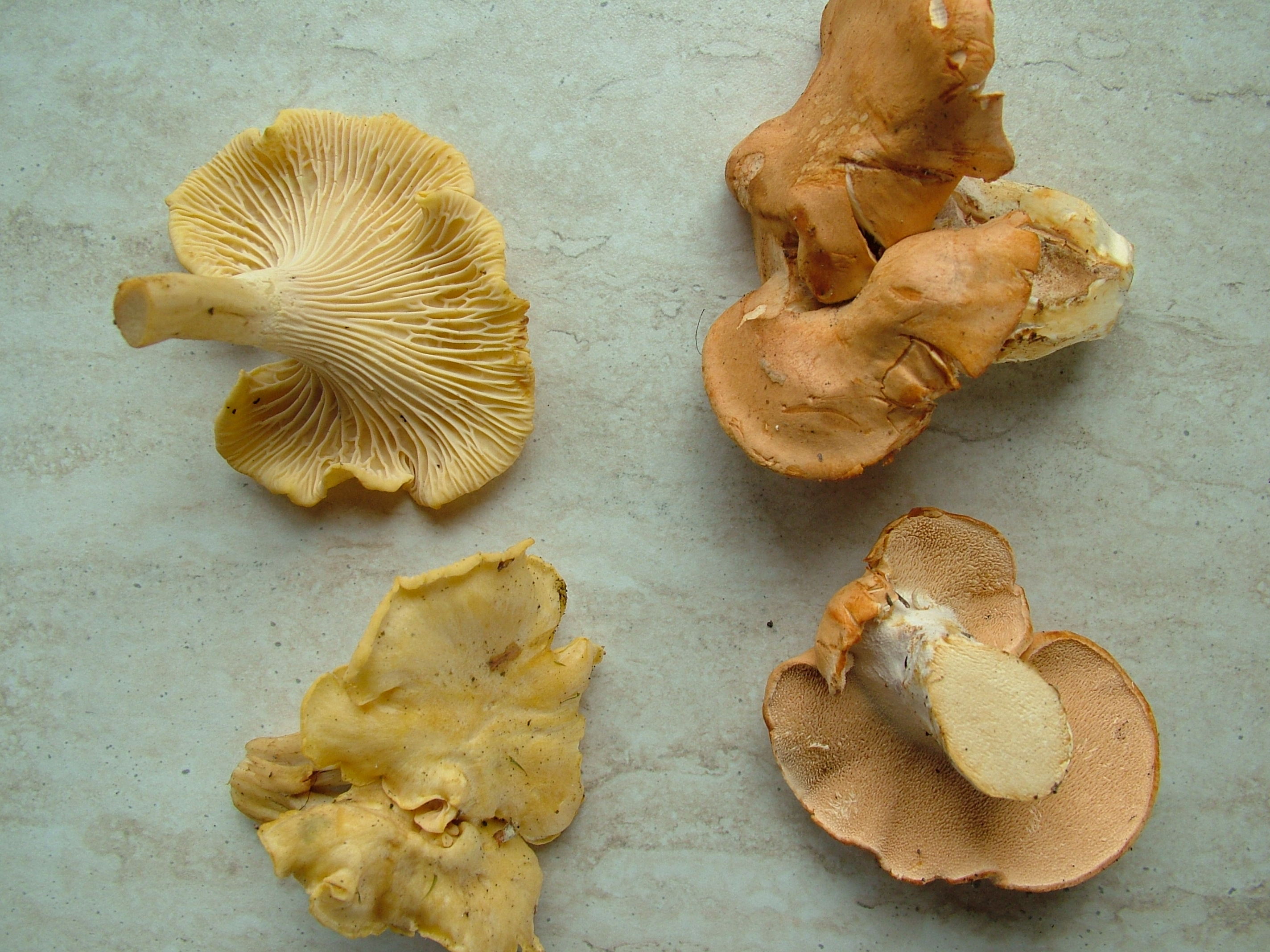
Albatrellus cantharellus (dreapta)
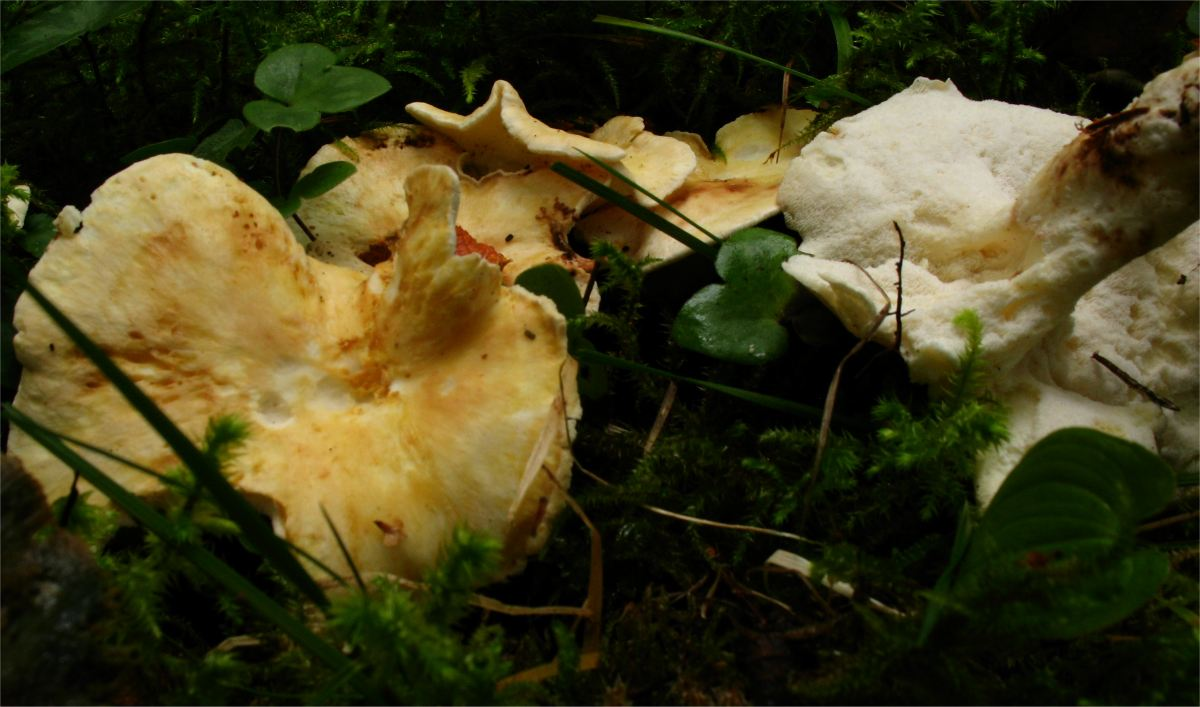
Albatrellus citrinus
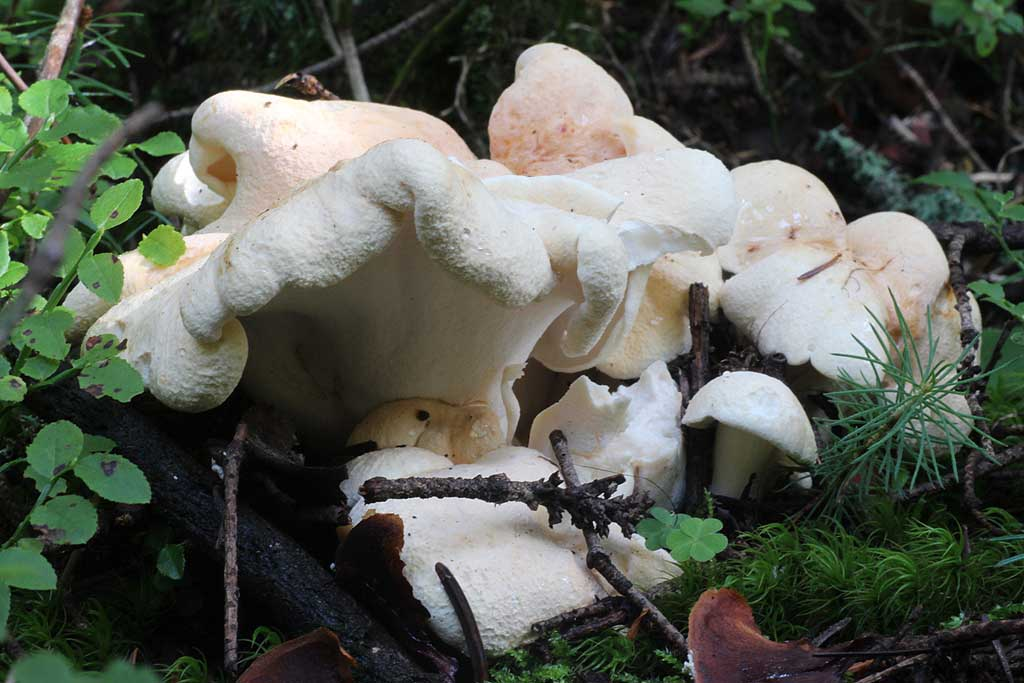
Albatrellus confluens
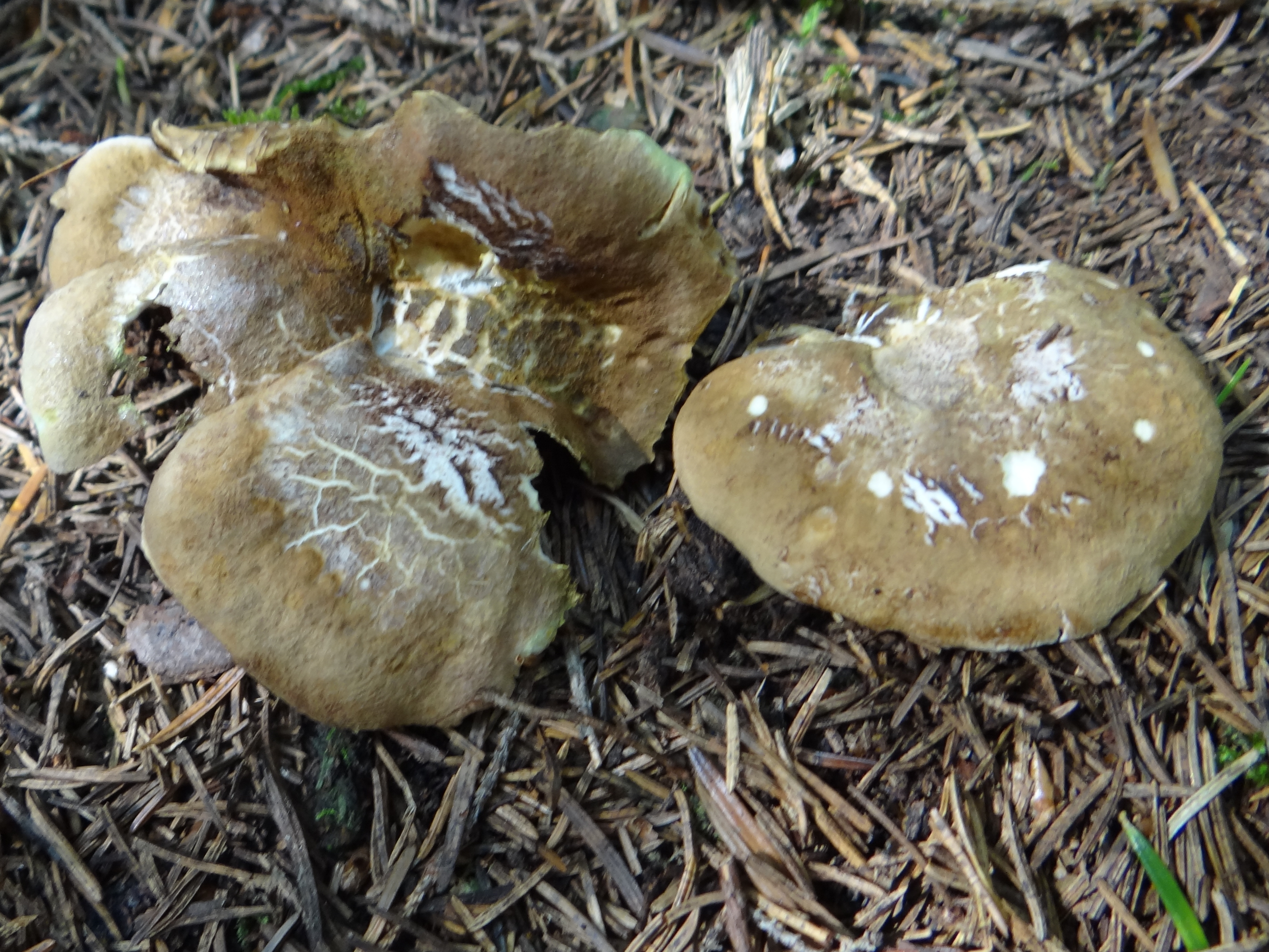
Albatrellus cristatus
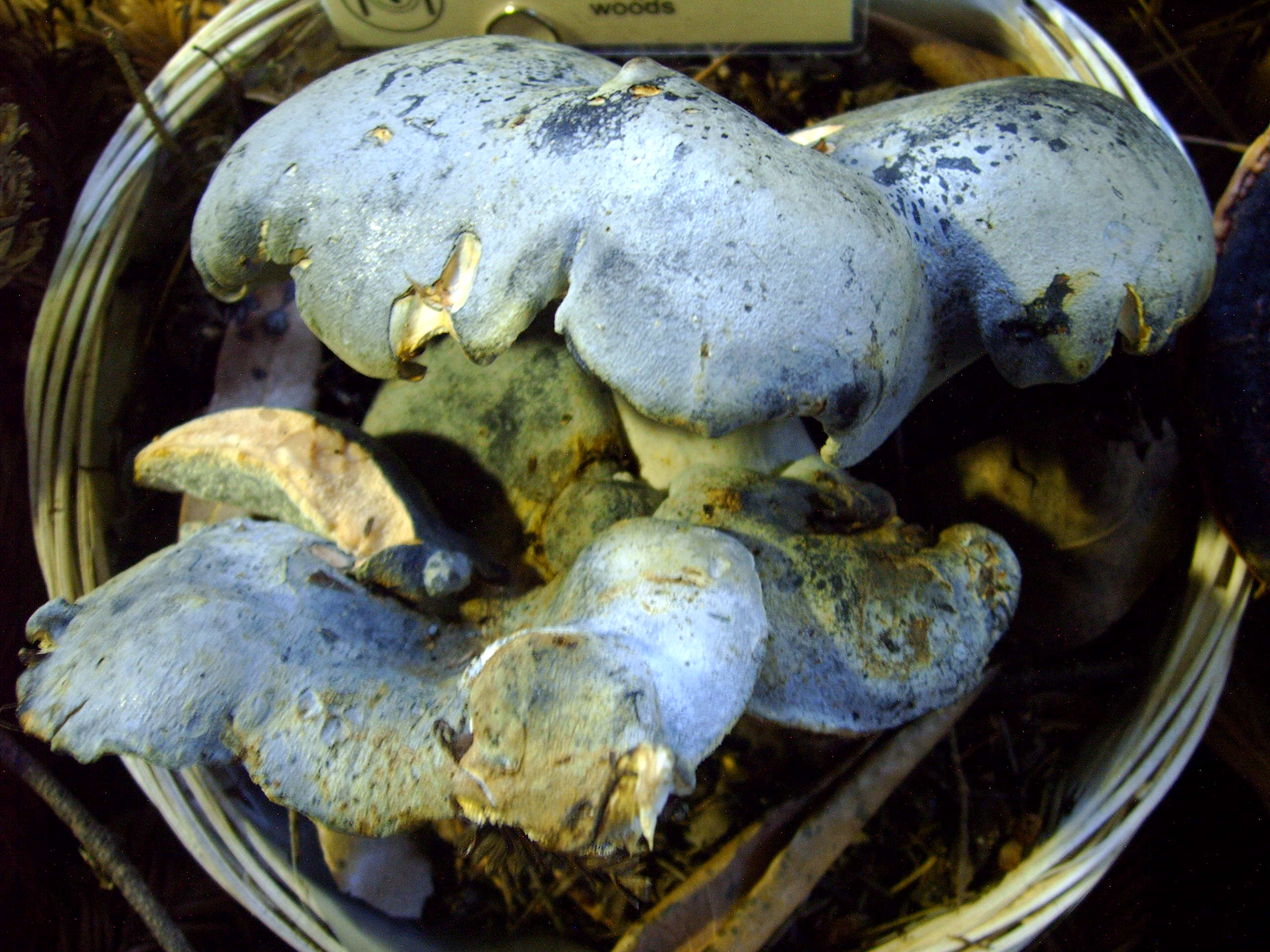
Albatrellus flettii
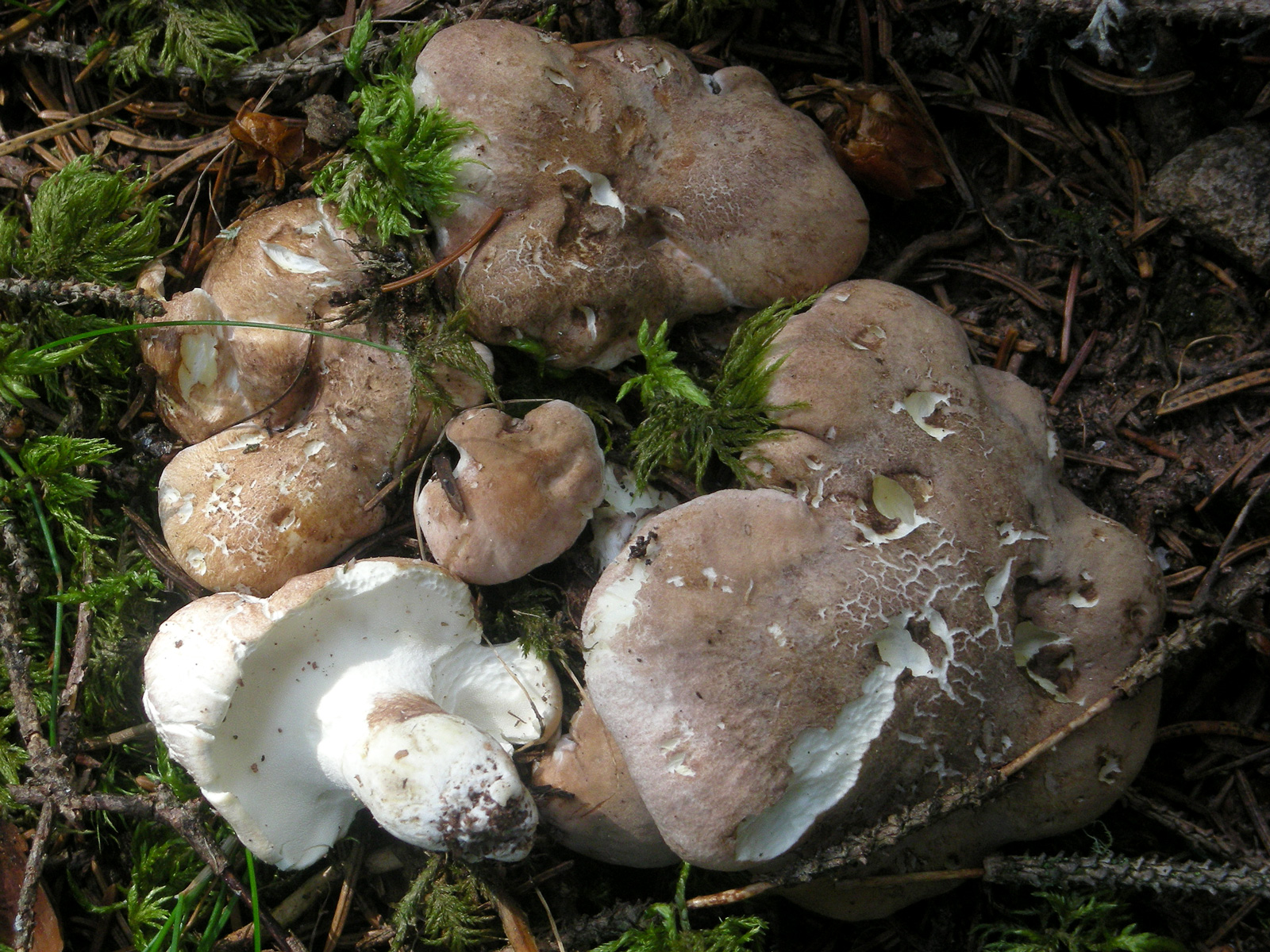
Albatrellus ovinus
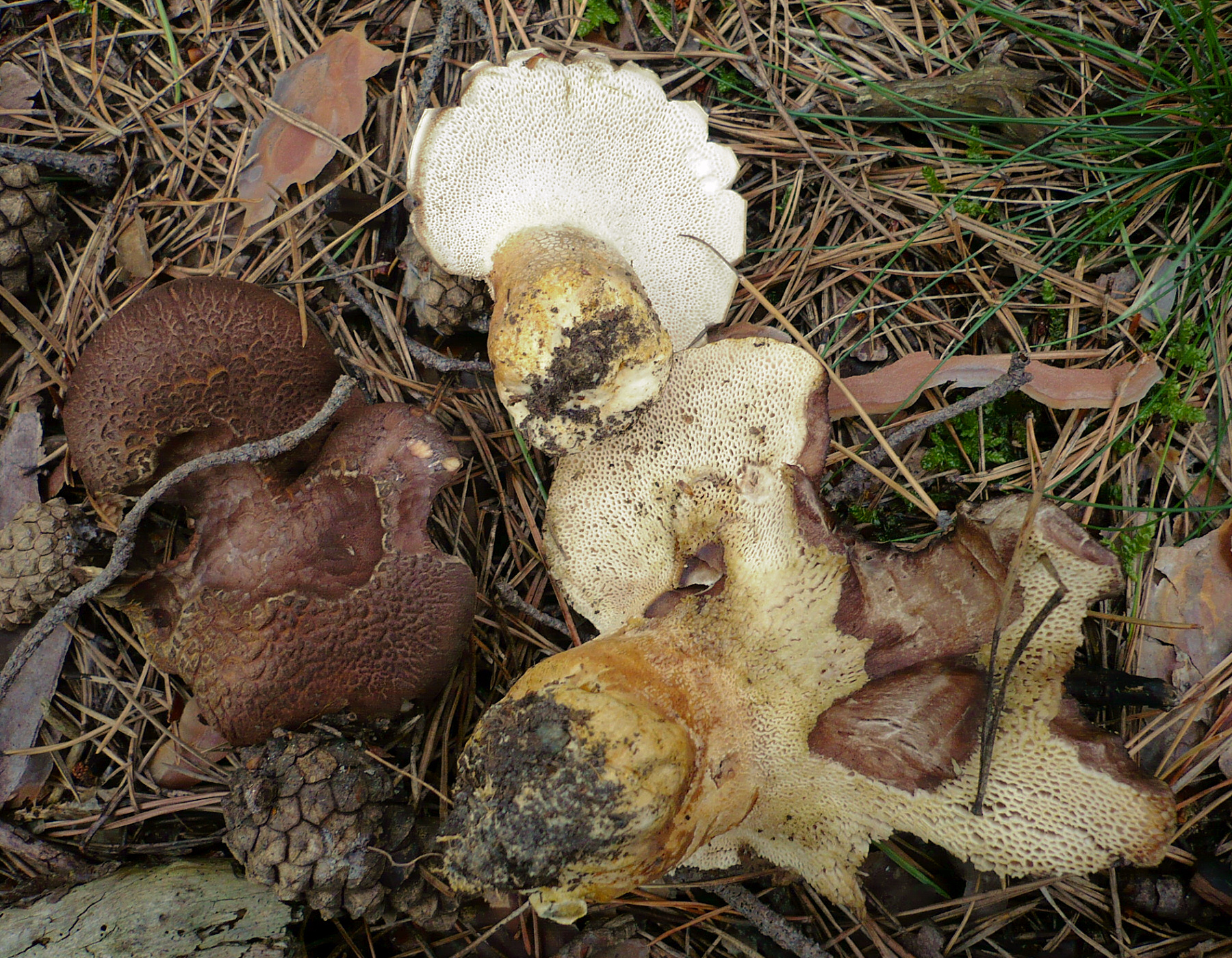
Albatrellus pes-caprae
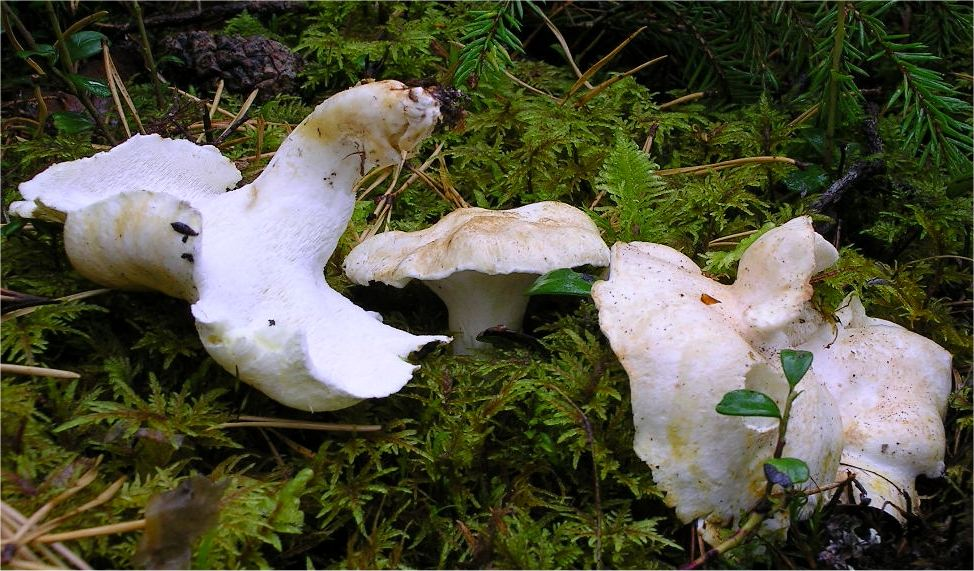
Albatrellus subrubescens

## Delimitare
- Boletus L. (1753),[10] tip de specie este Boletus edulis Bull. (1782).
- Neoalbatrellus Audet (2010),[11] tip de specie este Neoalbatrellus caeruleoporus (Peck) Audet (2010).
- Polyporus Micheli (1729),[12] tip de specie este Polyporus tuberaster (Jacq. ex Pers.) Fr. (1821).
- Scutiger Paulet (1808),[13] tipul de specie nu este definit.

În 1920, micologul american William Alphonso Murrill a început să transfere specii ale genului Albatrellus la acesta, de exemplu pe Albatrellus ovinus, iar micologul german Rolf Singer a redenumit pe timpul exilului său în Uniunea Sovietică (1941), împreună cu Appollinaris Semenovich Bondartsev, aproape toate altele soiuri ale genului, între altele pe Albatrellus cristatus sau Albatrellus confluens. Deși micologul ceh Zdeněk Pouzar le-a retransferat corect (între 1957 și 1966), denumirea Scutiger s-a ținut până la sfârșitul secolului trecut și se mai poate citi în cărți micologice. Între timp chiar și specia Scutiger paes-caprae este acceptată membru al genului Albatrellus. Astfel, în acest gen au rămas doar 7 (9) specii, cu toate neeuropene.
- Suillus Gray (1821),[14] tip de specie este Suillus luteus (L.) Roussel (1796).
- Xerocomellus Šutara (2008),[15] tip de specie este Xerocomellus chrysenteron (Pierre Bulliard|Bull.]]) Šutara (2008)
- Xerocomus Quél. (1888),[16] tip de specie este Xerocomus subtomentosus (L.) Quél. (1888).

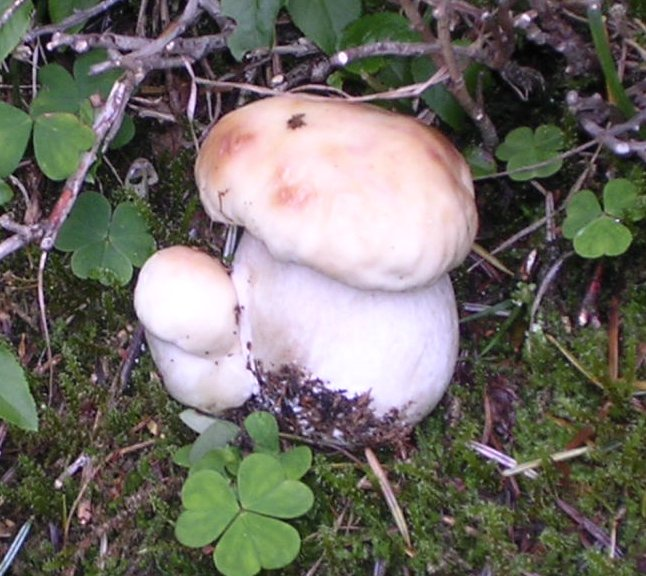
Boletus edulis
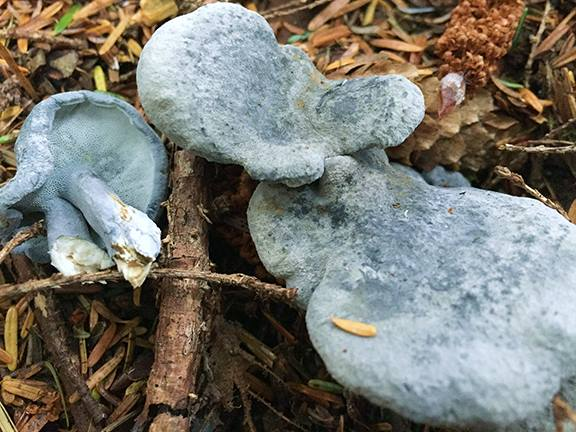
Neoalbatrellus subcaeruleoporus
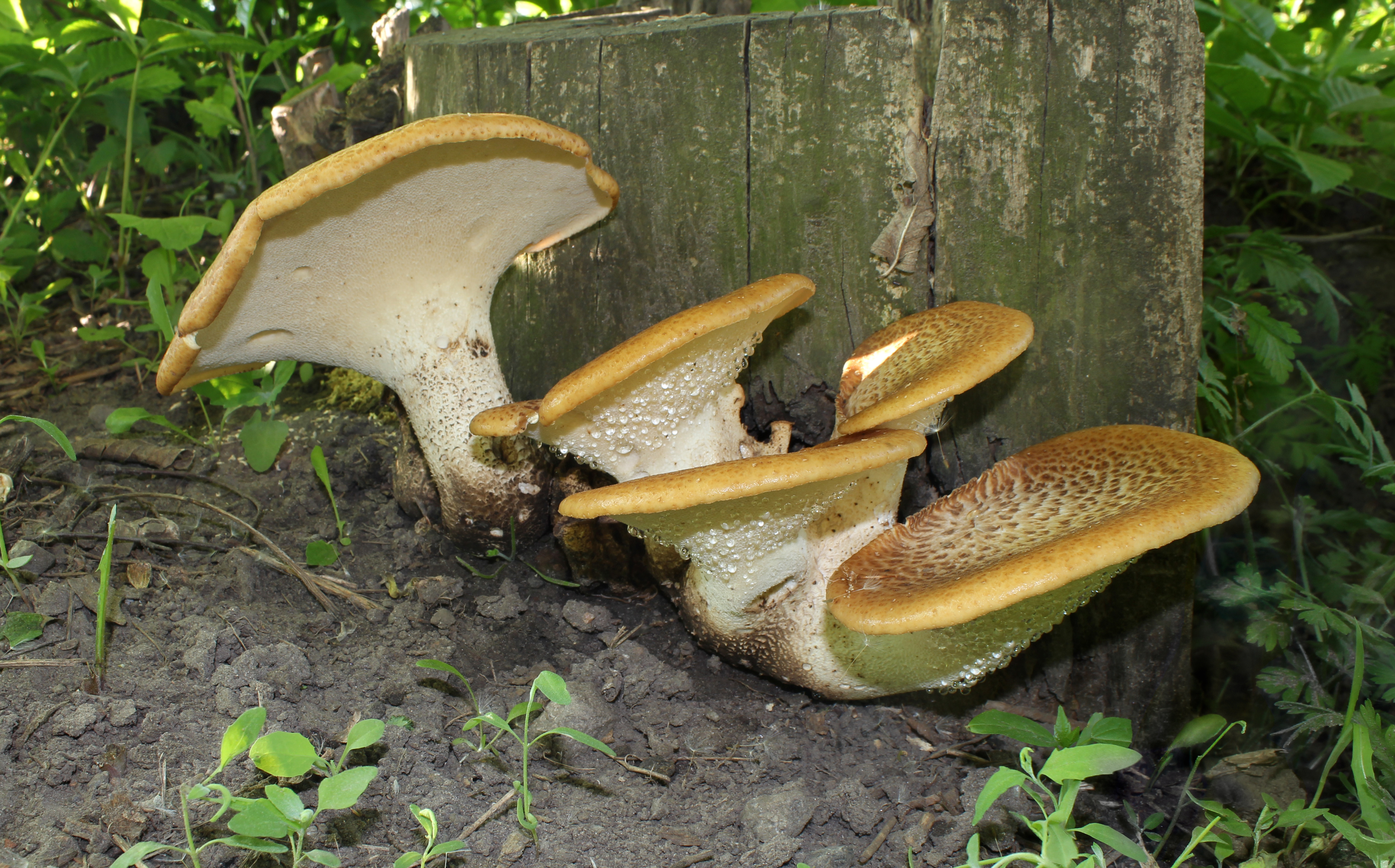
Polyporus squamosus
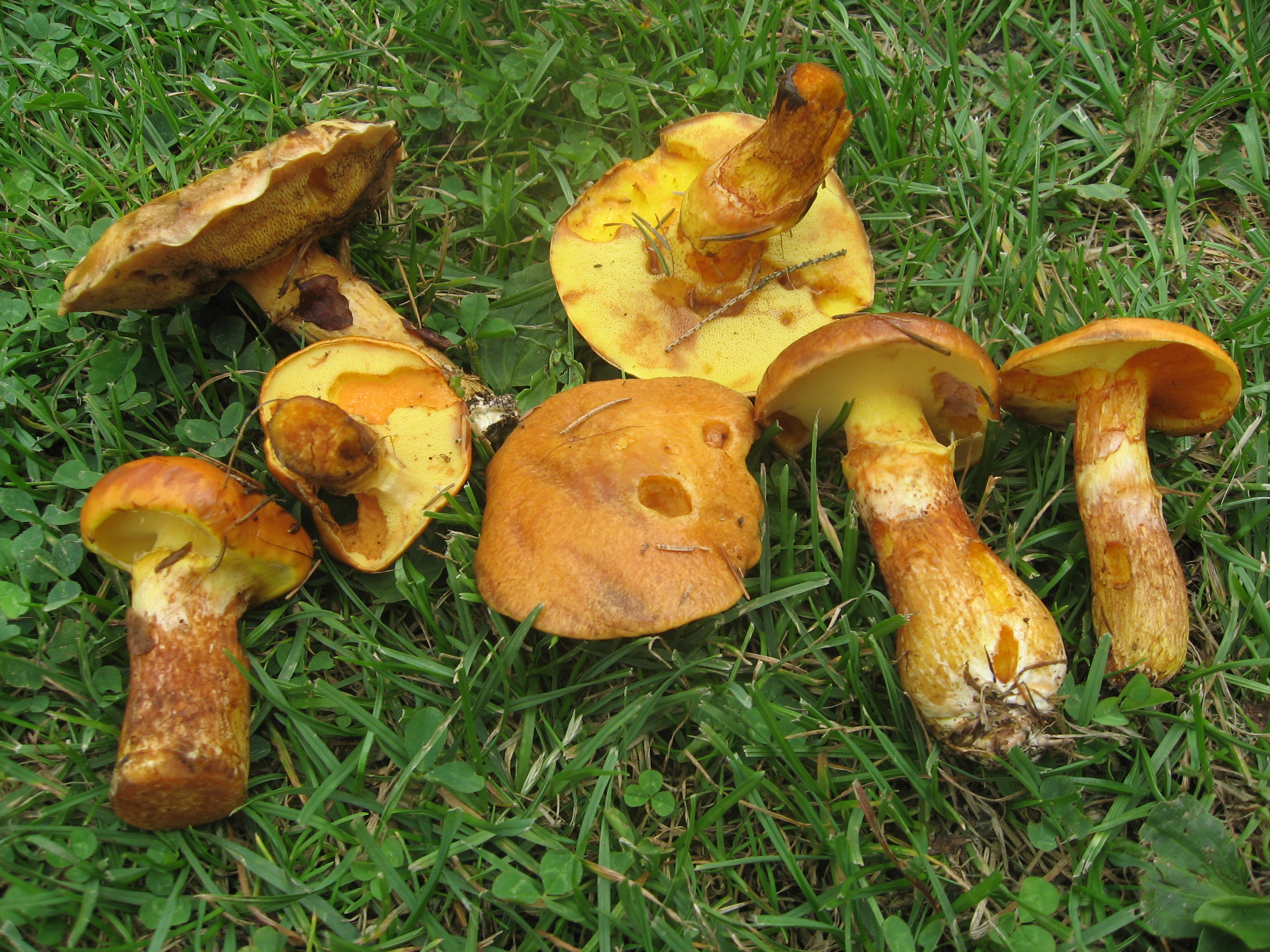
Suillus grevillei
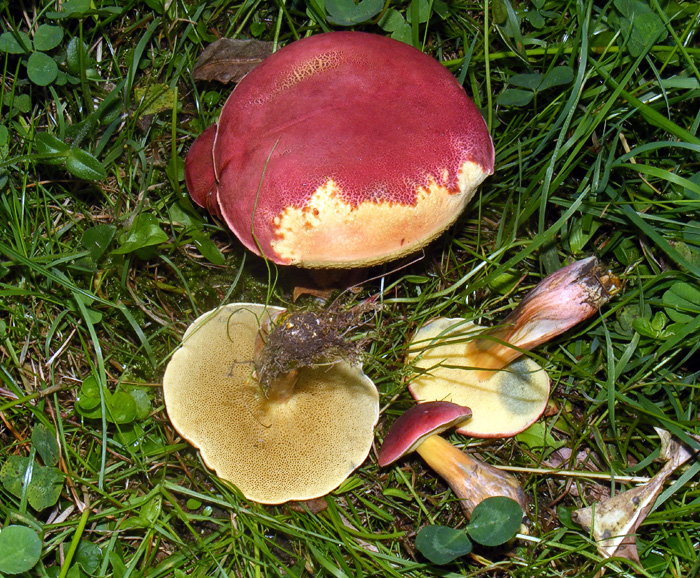
Xerocomellus rubellus
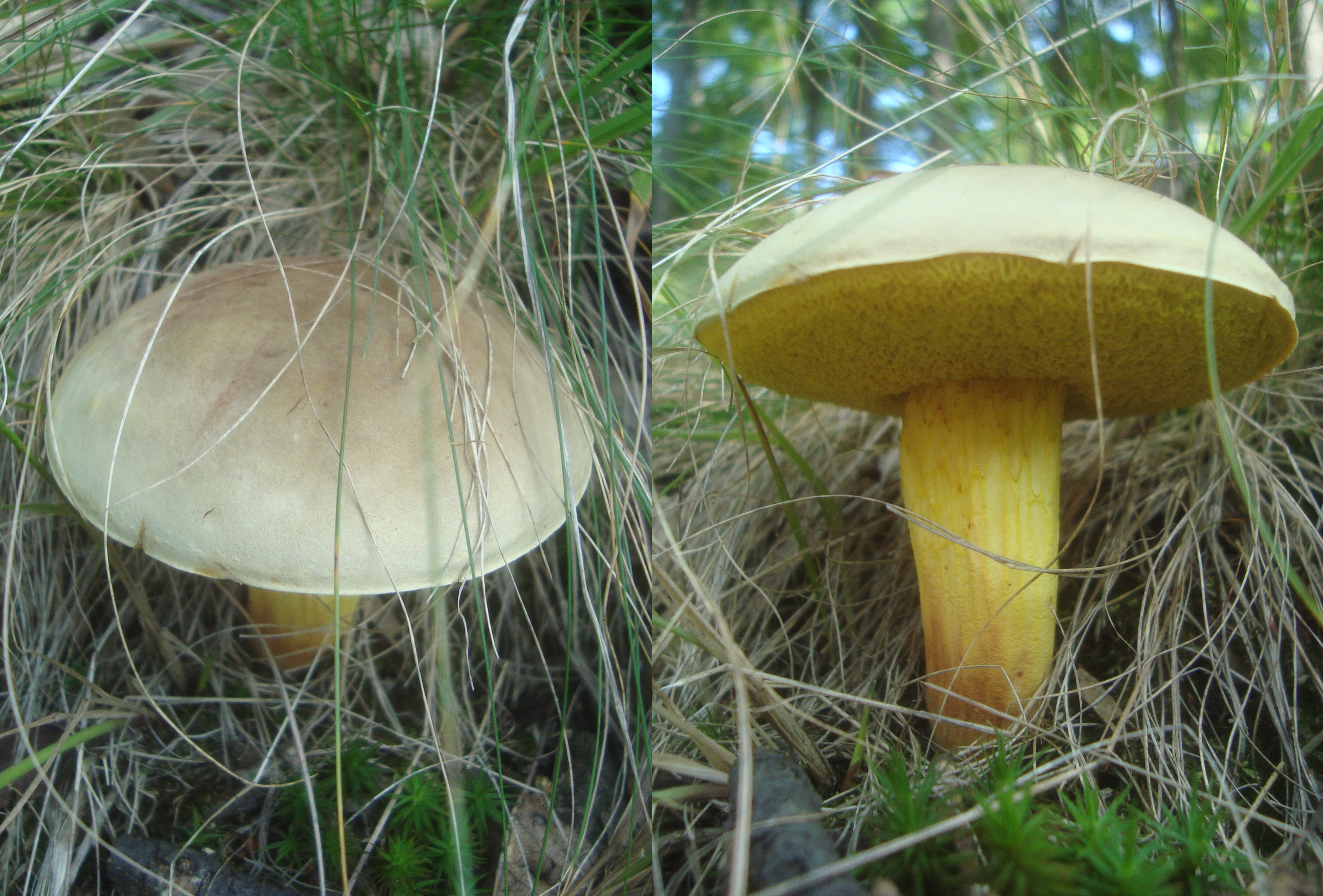
Xerocomus subtomentosus